# Paden, Mississippi
Paden là một thành phố thuộc quận Tishomingo, tiểu bang Mississippi, Hoa Kỳ. Năm 2010, dân số của thành phố này là 116 người.

## Dân số
- Dân số năm 2000: 106 người.
- Dân số năm 2010: 116 người.